# Романов, Александр Олегович
Алекса́ндр Оле́гович Рома́нов (укр. Олександр Олегович Романов, позывной — Икстрим; 23 января 1992, Киев — 15 августа 2022, Токарёвка) — украинский военнослужащий, младший сержант, участник российско-украинской войны. Герой Украины (8 июля 2023, посмертно).

## Биография
Родом из Киева.
В 2008 году окончил Черниговский военный лицей с усиленно физической подготовкой. Работал автомехаником.
После начала полномасштабного российского вторжения стал добровольцем ТРО, а позднее — в Вооружённых силах Украины, служил командиром отделения развод диверсионного подразделения особого назначения ГУР МО Украины «Ахилл», выполнял особые задачи.
Погиб 15 августа 2022 года в бою с оккупантами возле села Токарёвка Купянского района Харьковской области. При выполнении особой задачи подразделение выходило из тыла врага, завязался бой. Романов, оставшийся прикрывающий отход группы, получил ранение в шею не совместимое с жизнью.
Похоронен на Лесном кладбище в Киеве.

## Награды
- Звание «Герой Украины» с удостоением ордена «Золотая Звезда» (8 июля 2023, посмертно) — за личное мужество и героизм, проявленные в защите государственного суверенитета и территориальной целостности Украины, верность военной присяге[1].